# Chapelle funéraire de la famille Muller
La chapelle funéraire de la famille Muller est un monument historique situé à Muhlbach-sur-Bruche, dans le département français du Bas-Rhin.

## Localisation
Ce bâtiment est situé Mullerhof à Muhlbach-sur-Bruche.

## Historique
En 1861, cette chapelle funéraire a été érigée pour la famille du manufacturier Jean-Baptiste Muller et sa femme Caroline Baumlin, en complément de leur château. Le vitrail est l'œuvre du maître verrier Baptiste Petit Gérard (1864).

## Architecture
Elle est de style néo-gothique, caractéristique du mouvement architectural du Second Empire en Alsace.